# Luna 19
Luna 19 (rusky Луна 19) byla další automatická meziplanetární sonda ze Sovětského svazu, z programu Luna, která v roce 1971 úspěšně a dlouhodobě prováděla průzkum u Měsíce. V katalogu COSPAR byla později označena jako 1971-082A.

## Popis sondy
Použitý typ E-8LS byl vyroben v konstrukčním středisku OKB Lavočkina v Chimkách. Hmotnost sondy byla při startu 5700 kg (bez pohon.hmot 4500 kg), výrobní číslo měla 202.

## Průběh mise
Start nosné rakety Proton K/D se sondou byl dopoledne 28. září 1971 z kosmodromu Bajkonur. Nejprve byla vynesena na nízkou oběžnou dráhu nad Zemí (též uváděna jako parkovací) a z ní pomocí nosné rakety pokračovala v letu směrem k Měsíci. Během přeletu byly provedeny dvě korekce dráhy a 3. října 1971 se sonda dostala na oběžnou dráhu Měsíce ve výši 77-385 km nad jejím povrchem. Později byla dráha upravena na kruhovou ve výšce zhruba 140 km.
Prováděla dlouhodobý výzkum magnetického a gravitačního pole Měsíce, měřila počty dopadajících mikrometeoritů na snímače sondy, pořizovala snímky a měřila také sluneční a galaktické korpuskulární záření. Měření s předáváním výsledků (1000 radiových relací) na Zemi prováděla po 4000 oběhů kolem Měsíce.
Poslední relaci sonda vyslala na Zem 3. října 1972.